# Ligne de Choisy-le-Roi à Massy - Verrières
Pour le projet de ligne nouvelle, voir LGV Interconnexion Sud.
La ligne de Choisy-le-Roi à Massy - Verrières est une ligne ferroviaire française, qui relie la gare de Choisy-le-Roi (sur la ligne de Paris-Austerlitz à Bordeaux-Saint-Jean) à la gare de Massy - Palaiseau via celle de Massy - Verrières. Elle est établie à cheval sur les départements du Val-de-Marne, des Hauts-de-Seine et de l'Essonne, en région Île-de-France. Parfois appelée Grande Ceinture stratégique, elle constitue une variante, au sud de la capitale, de la ligne de la grande ceinture de Paris.
Elle constitue la ligne no 985 000 du réseau ferré national.

## Histoire

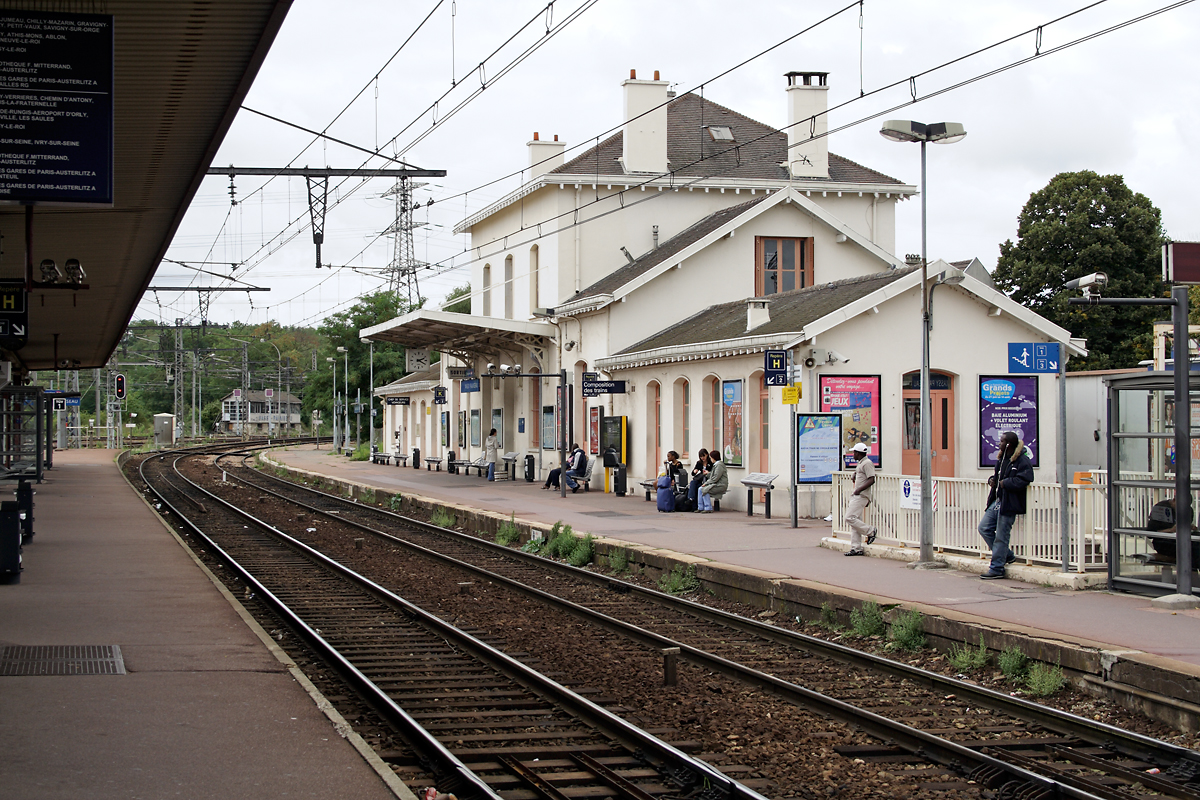
Gare de Massy - Palaiseau-GC, en 2009.

### Création de la ligne
Le tracé de la partie sud de la ligne de la grande ceinture de Paris, entre Villeneuve-Saint-Georges et Massy - Palaiseau-Grande-Ceinture, fait l'objet d'une assez vive polémique. Entre autres, les militaires ne sont pas satisfaits de ce parcours, qui excède le polygone de défense de Paris. Après maintes tergiversations, on décide de construire, entre Villeneuve-Saint-Georges et Massy - Palaiseau, une ligne dite stratégique qui s'éloignera moins de la capitale.
La section de Villeneuve-Saint-Georges à Massy est déclarée d'utilité publique le 22 mars 1880. Elle est construite par le service des Ponts et chaussées, puis concédée au Syndicat du Chemin de fer de grande ceinture de Paris le 1er juillet 1885. Elle ouvre au trafic des voyageurs le 18 octobre 1886.

### Evolution du trafic
Le 17 août 1906, bien que déjà partiellement construit, le « raccordement entre la section stratégique de Palaiseau à Villeneuve-Saint-Georges (grande ceinture) et la ligne de Paris à Orléans près de la station de Choisy-le-Roi » est décrété d'utilité publique. Le 27 août 1907, la Compagnie du chemin de fer de Paris à Orléans (PO) reprend l'exploitation entre Choisy et Massy. Simultanément, le raccordement compris entre Villeneuve-Saint-Georges et la bifurcation des Saules (poste R d'Orly) est neutralisé.
Le 23 octobre 1934, le syndicat est liquidé et la concession transférée au PO. La ligne ferme le 15 mai 1939. Le 25 septembre 1977, elle rouvre aux voyageurs entre Pont de Rungis et Massy - Palaiseau.

### Travaux d'amélioration
À la fin des années 1990, l'augmentation du trafic de TGV intersecteurs met en évidence les faiblesses de l'infrastructure de la ligne. Les TGV venant de l'ouest ou du sud-ouest et se dirigeant vers le sud-est ou le nord doivent en effet croiser la trajectoire des RER C circulant en sens inverse lorsqu'ils rejoignent et quittent la ligne, ce qui limite le nombre maximal de trains pouvant y circuler et cause de nombreux retards. Pour pailler l'échéance plus lointaine du projet de LGV Interconnexion Sud, un projet d'amélioration à court terme de la ligne existante est inscrit au contrat de plan État-région 2000-2006. Ce projet, dont le coût est à l'époque estimé à 80 M€ pour une mise en service prévue au plus tôt en 2007, doit supprimer les conflits de circulation entre RER C et TGV par la construction de deux nouveaux sauts-de-mouton aux deux extrémités de la section de la ligne empruntée par les TGV. Il comprend ainsi :
- Sur le secteur est (communes d'Orly et Villeneuve-le-Roi), la construction d'un saut-de-mouton (sous forme d'un « terrier » à proximité de la gare des Saules) et la modernisation du poste d'aiguillage d'Orly[10].
- Sur le secteur ouest (communes de Massy et Antony), la mise à double voie du raccordement avec la LGV Atlantique, la construction d'un saut-de-mouton entre les gares de Massy - Verrières et Les Baconnets, et la suppression du passage à niveau de Fontaine Michalon[11].

L'avant-projet est approuvé en 2003 par RFF puis par le STIF, mais les riverains du secteur ouest s'opposent à cette infrastructure qu'ils considèrent comme une « autoroute ferroviaire » et qui aura selon eux des conséquences négatives sur leur cadre de vie. Ils dénoncent ainsi les nuisances sonores occasionnées par les travaux et par la circulation des trains, mais aussi l'élargissement de la plateforme ferroviaire et la construction d'un mur de soutènement de 11 mètres de haut à proximité des habitations. Face à cette opposition, la mairie d'Antony demande en février 2004 la suspension du projet au profit de celui de LGV Interconnexion Sud, qu'elle souhaite voir réalisé « dans les meilleurs délais ». La région Île-de-France demande alors à RFF de procéder à une concertation auprès des riverains, qui se poursuit jusqu'en juin 2004, puis, jugeant ses résultats insuffisants, à une deuxième concertation qui est menée d'octobre 2004 à février 2006.
À la suite de ces deux concertations, le projet est accepté par les riverains du secteur est qui jugent satisfaisantes les mesures complémentaires proposées par RFF (construction de murs anti-bruit et d'écrans végétaux le long des voies), mais l'opposition reste forte sur le secteur ouest, et la région décide en janvier 2007 de réaliser une étude indépendante concernant l'insertion urbaine du projet. Pour ne pas retarder le début des travaux du secteur est, le projet est séparé en deux phases à partir de juillet 2008 : le secteur est sera traité en premier pour une mise en service prévue en 2013, tandis que les travaux du secteur ouest sont retardés le temps de trouver un accord avec les riverains.

#### Secteur Est
Le secteur Est est traité en premier, car l'opposition locale est faible contrairement à celle du secteur Ouest. Le chantier, débuté en 2012, avait dû être interrompu en 2014, du fait des réparations consécutives à l'incendie du poste d'aiguillage des Ardoines ; il était alors avancé à 70 %.
Les travaux consistent en des aménagements phoniques et la création d'un saut-de-mouton (sous forme d'un « terrier » à proximité de la gare des Saules) pour permettre de mieux séparer les différents types de trafics, ainsi qu'une amélioration des voies. Ces travaux redémarrent en 2019, pour s'achever fin 2021,. En outre, un poste d'aiguillage informatisé est mis en service en novembre 2021 ; il est destiné à gérer le secteur, dont la nouvelle voie réservée aux TGV (empruntant le saut-de-mouton précité).

#### Secteur Ouest
Le secteur Ouest inclut un saut-de-mouton permettant de séparer les trafics du TGV et ceux du RER C et des trains de fret. La configuration envisagée prévoit que la voie nouvelle des TGV passera sous les voies de la ligne du RER C et celle des trains de fret ; ce tracé est actuellement utilisé par le RER B. Ce dernier verra ainsi son tracé réajusté, avec la création d'un nouveau saut-de-mouton pour qu'il puisse continuer à passer sous les voies du RER C. L'installation de protections acoustiques est également prévue.

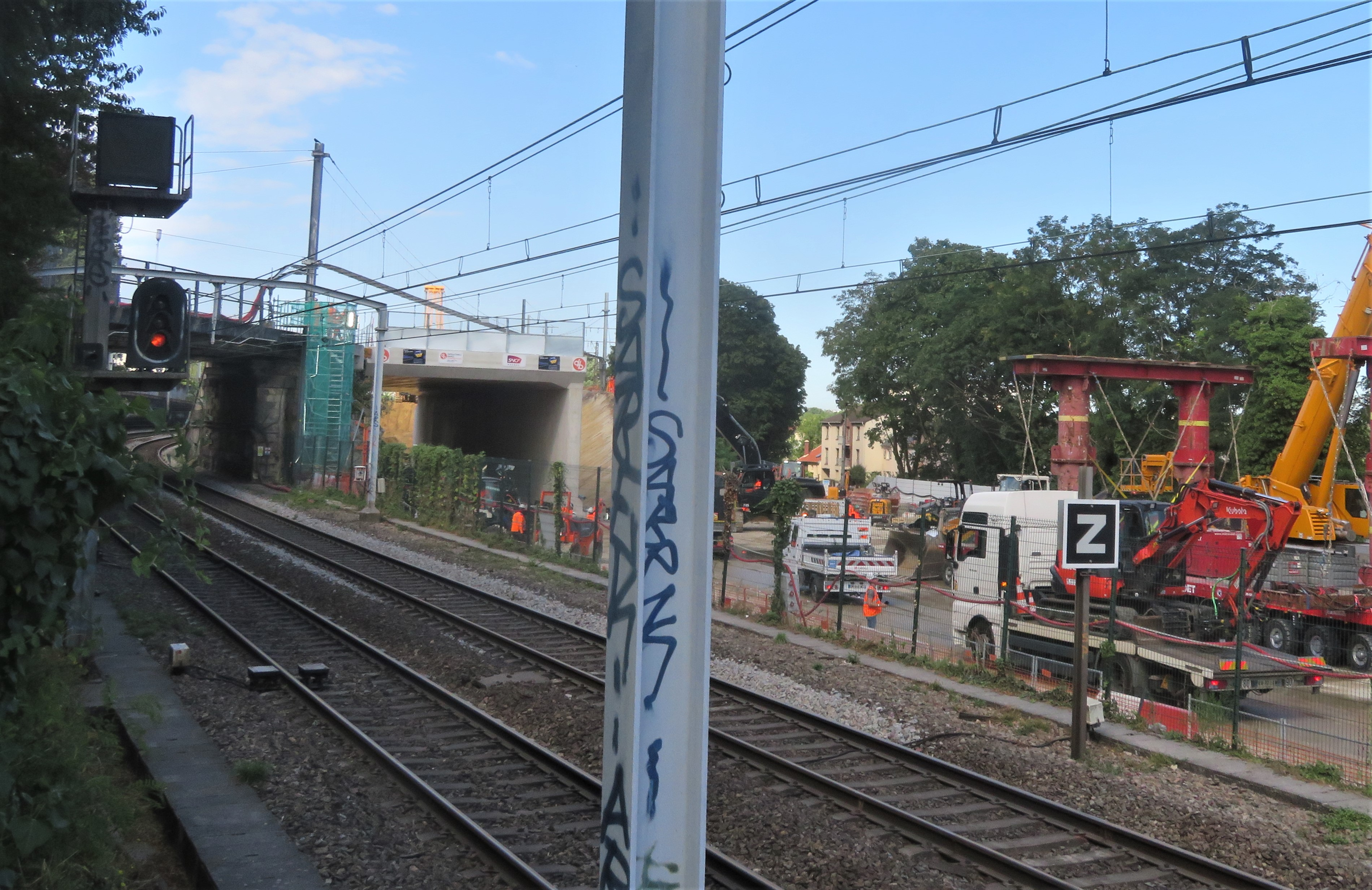
Sauts-de-mouton à Antony. Au-dessus : RER C. Dessous, à gauche : actuel RER B prévu pour les TGV intersecteurs ; à droite : nouveau saut-de-mouton (accolé à l'ancien) prévu pour le RER B.

Le projet a depuis longtemps une forte opposition locale, notamment de la ville d'Antony et de son ancien maire Patrick Devedjian durant sa carrière politique. La mairie et les riverains ont demandé une modification du projet pour le déplacer vers la gare de Massy TGV en raison des nuisances infligées. Selon une étude réalisée sur commande de Réseau ferré de France, les hypothèses souterraines et aériennes de l'alternative ne sont pas réalisables techniquement en raison des fortes pentes qu'elles impliquent. Un enfouissement de la voie TGV nouvelle a également été étudié. L'hypothèse a été considérée peu faisable techniquement, et dotée d'un impact finalement peu éloigné du projet initial en surface. L'hypothèse implique également de très fortes modifications sur les avenues et rues environnantes.
Il prévoit aussi la suppression du passage à niveau de Fontaine-Michalon, l'un des plus dangereux d'Île-de-France. Un projet a été présenté dès 1985. Cette autre partie du projet, d'un coût de 27,3 M€, est aussi contestée localement, là encore pour des motifs concernant les nuisances, et également pour la modification du quartier causée. L'enfouissement de la ligne dans le quartier a été demandée par les riverains. Comprenant un passage routier puis un passage pour piétons, tous deux souterrains, les travaux de ce point singulier ont été achevés en 2022,.
La construction du saut-de-mouton en bordure de la rue des Chênes à Antony, en cours de réalisation en juillet 2023, est une des premières phases de travaux qui doivent se poursuivre sur une durée de six ans.

## Infrastructure

### Caractéristiques
C'est une ligne à double voie depuis l'origine, dont le profil est assez moyen avec des déclivités de 12 ‰. Le rayon des courbes ne descend pas en dessous de 500 m, sauf aux abords de Massy où il descend à 300 m. La vitesse maximum des trains ne dépasse pas 110 km/h. L'espacement des trains est assuré par le block automatique lumineux (BAL). Un système de radio sol-train, avec transmission de données, est en service ainsi que le contrôle de vitesse par balises (KVB).

### Électrification
La section de Choisy-le-Roi à Orly avait été électrifiée en 850 V par 3e rail dès 1921. Ces installations ont été déposées, pour faire place à une alimentation 1 500 V continu par caténaire en 1927. La section d'Orly à Massy a été électrifiée directement en 1 500 V en 1947.

### Vitesses limites
Les vitesses limites de la ligne en 2012 pour les autorails, les TGV et les automotrices Z 2N, en sens impair, sont indiquées dans le tableau ci-dessous ; toutefois, certaines catégories de trains, comme les trains de marchandises, peuvent être soumis à des vitesses limites plus faibles.
| De             | À               | Limite |
| -------------- | --------------- | ------ |
| Choisy-le-Roi  | Poste R d'Orly  | 100    |
| Poste R d'Orly | Orly            | 80     |
| Orly           | Massy-Palaiseau | 110    |

## Liste des gares
La ligne dessert neuf gares et un embranchement vers la gare du MIN de Rungis :
- Gare de Choisy-le-Roi ;
- Gare des Saules ;
- Gare d'Orly-Ville ;
- Gare du Pont de Rungis - Aéroport d'Orly ;
- Gare de Rungis MIN ;
- Gare de Rungis - La Fraternelle ;
- Gare de Wissous ;
- Gare de Chemin d'Antony ;
- Gare de Massy - Verrières ;
- Gare de Massy - Palaiseau.

## Trafic
La ligne est utilisée par le RER C, notamment pour les missions entre Pontoise et Massy - Palaiseau (via Paris-Austerlitz). Elle supporte également un important transit de TGV intersecteurs — circulant sous les marques TGV inOui et Ouigo — en provenance ou à destination de l'Ouest (Rennes et Nantes) ou du Sud-Ouest (Bordeaux-Saint-Jean), qui se débranchent de la LGV Atlantique à proximité de la gare de Massy TGV, et à destination ou en provenance du Nord (Lille-Flandres / Lille-Europe, ou Tourcoing pour Ouigo, et Bruxelles-Midi pour certains trains), de l'Est (Strasbourg-Ville) ou du Sud-Est (Lyon-Perrache, Marseille-Saint-Charles et Montpellier-Saint-Roch / Montpellier-Sud-de-France), via la LGV Interconnexion Est qu'ils atteignent près du triage de Valenton. À cela s'ajoute le TGV inOui reliant Le Havre à Marseille-Saint-Charles (via Versailles-Chantiers), qui se débranche quant à lui de la Grande Ceinture non loin de la gare de Massy - Palaiseau, avant d'effectuer le même trajet que les autres TGV intersecteurs pour rejoindre la LGV Interconnexion Est. Enfin, le service Ouigo Train Classique, reliant Paris-Austerlitz à Nantes ou Rennes (via Pont de Rungis - Aéroport d'Orly, Massy - Palaiseau, Versailles-Chantiers et Chartres), emprunte aussi la ligne.
Le trafic intense supporté par cette ligne et la diversité des missions, entre des trains périurbains (RER) et des trains à longue distance (TGV), auxquels s'ajoutent des trains de fret, sont d'ailleurs les principales raisons du projet de LGV Interconnexion Sud. En attendant la concrétisation de ce dernier, des améliorations de la ligne sont progressivement réalisées, d'autant plus que la connexion à la LGV Atlantique n'est pas aménagée et nécessite un croisement, contrairement à celle à la LGV Sud-Est qui a été aménagée.